# Repubblica Reggiana
La Repubblica Reggiana fu un'effimera municipalità repubblicana nata dalla secessione dei territori reggiani dal Ducato di Modena e Reggio proclamata il 26 agosto 1796 dal senato di Reggio in seguito all'occupazione ad opera delle truppe napoleoniche e alle manifestazioni filofrancesi del popolo reggiano.

## Storia
La sera del 7 maggio 1796, due giorni prima dell'ingresso di Napoleone Bonaparte a Milano, il duca di Modena e Reggio Ercole III d'Este decise di abbandonare il suo territorio per rifugiarsi a Venezia. Prima di fuggire nominò una Reggenza incaricata di svolgere le principali funzioni amministrative. Così si cercò un compromesso con i francesi, ma tutto quello che la delegazione modenese riuscì ad ottenere fu un onerosissimo armistizio che prevedeva pesanti richieste di denaro e munizioni. Per soddisfare le pretese del trattato furono immediatamente innalzate le tasse e le chiese e i monasteri furono spogliati dei loro beni più preziosi. A Reggio il malcontento crebbe ulteriormente, anche perché il duca Ercole III, che a Venezia si era portato il tesoro di stato, si rifiutava di contribuire. Vennero mandate da Modena altre truppe per controllare la città, ma il 20 agosto, una lite tra un'ortolana, tale Rosa Manganelli di Montecavolo, ed un soldato estense, generò una rivolta tale che il governatore Fici e le truppe modenesi furono costrette a lasciare la città. La notte del 25 agosto venne innalzato in piazza Grande l'albero della libertà e il giorno successivo venne proclamata la Repubblica Reggiana. L'aquila estense venne cancellata da tutti gli edifici pubblici e il Senato di Reggio, composto esclusivamente da elementi del patriziato cittadino, si attribuì le funzioni legislative.

## Il territorio della Repubblica Reggiana

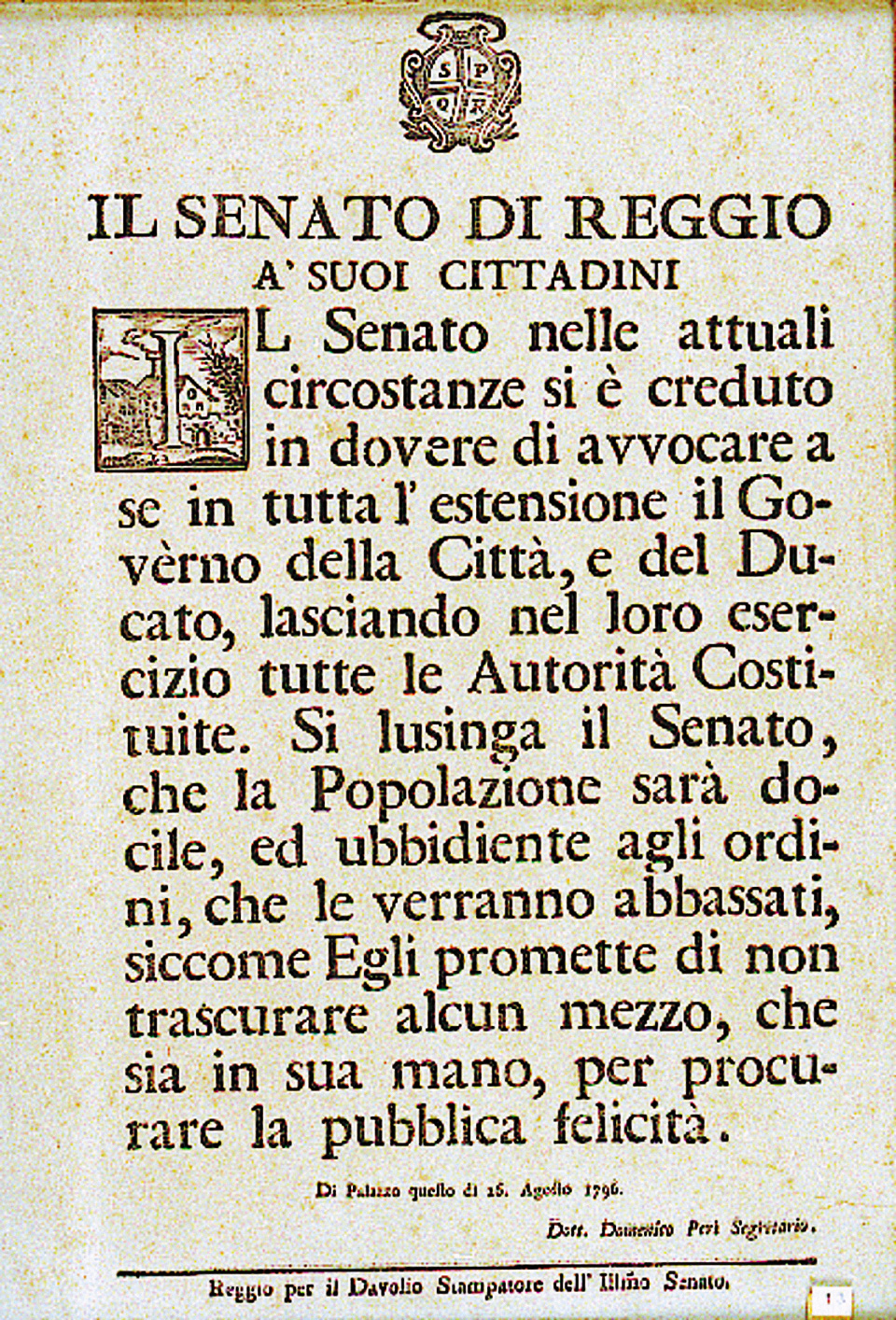
Il Senato di Reggio a’ suoi cittadini, 26 agosto 1796

Il Senato di Reggio interpellò i singoli comuni che formavano il Ducato di Reggio sulla loro eventuale adesione alla novella repubblica. Alcuni, come Albinea, Cadè, Cavriago, Castelnovo di Sotto, Iano, Felina, San Polo e Vezzano aderirono immediatamente, successivamente entrò nella repubblica anche Montecchio. Importanti centri del contado come Arceto, Bagnolo, Castelnovo ne'Monti, Correggio, Novellara e Scandiano però rifiutarono.

## Montechiarugolo
Il 30 settembre 1796 avvenne l'evento più importante della breve storia della Repubblica Reggiana. Una colonna di soldati austriaci in fuga da Mantova, assediata dai francesi, attraversò il territorio reggiano con l'intento di riparare nel Granducato di Toscana. Smarrita la via il contingente militare si rifugiò dentro le mura del castello di Montechiarugolo, nell'allora Ducato di Parma e Piacenza, ma al confine con lo stato reggiano. Per contrastarli partì da Reggio la Guardia Civica, appositamente istituita dal Senato per difendere il territorio della repubblica. Dopo un assedio di alcuni giorni gli austriaci capitolarono e Napoleone in persona si congratulò con i reggiani inviando una lettera di encomio il 16 vendemmiale.

## Epilogo
Dopo i fatti di Montechiarugolo, il 16 vendemmiale arrivò spontaneamente la Guardia nazionale milanese ad aiutare i repubblicani reggiani a dare l’assalto alla Reggenza a Modena in modo da liberare tutto il vecchio territorio estense. Facilmente sopraffatta, la Reggenza estense venne sostituita da un Consiglio di governo filofrancese di sette persone il 19 vendemmiale. Ma fu proprio la liberazione dell’altra provincia dello Stato a permettere lo sviluppo di nuovi eventi.
La Repubblica Reggiana durò infatti soltanto poche settimane, in quanto già il 16 ottobre 1796 i rappresentanti delle province di Modena, Bologna, Ferrara e Reggio Emilia si riunirono nella Confederazione Cispadana, la quale diventò in seguito la Repubblica Cispadana.
Alcuni cimeli della Repubblica Reggiana, tra cui il proclama del senato del 26 agosto, sono conservati al Museo del tricolore.